# Olaszország hadereje

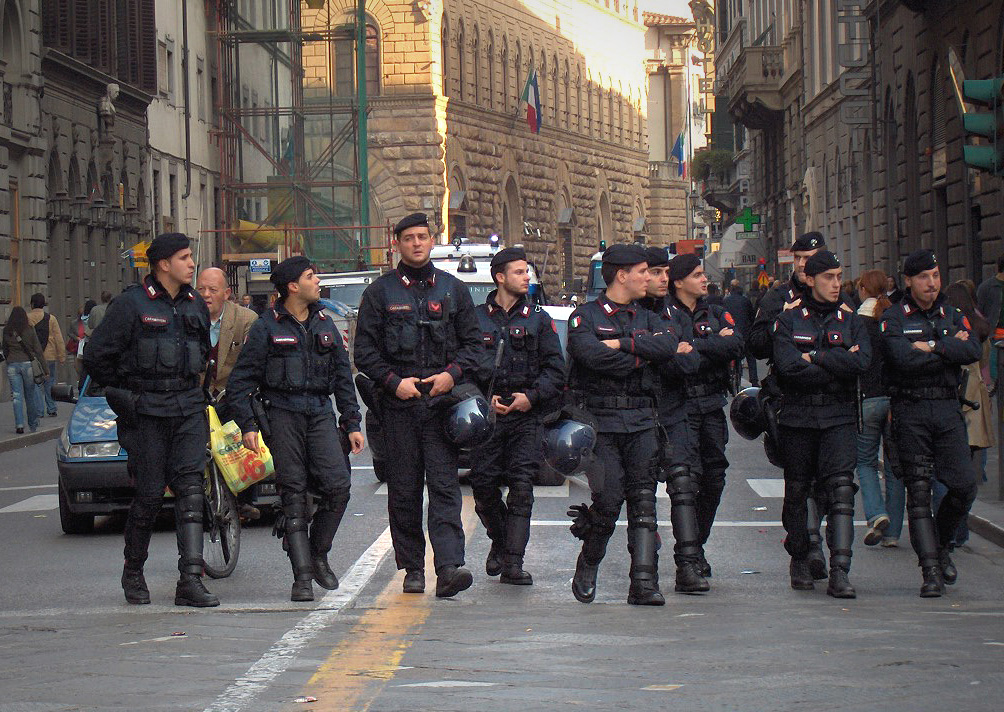
Carabinieri-k (azaz olasz csendőrök) Firenzében

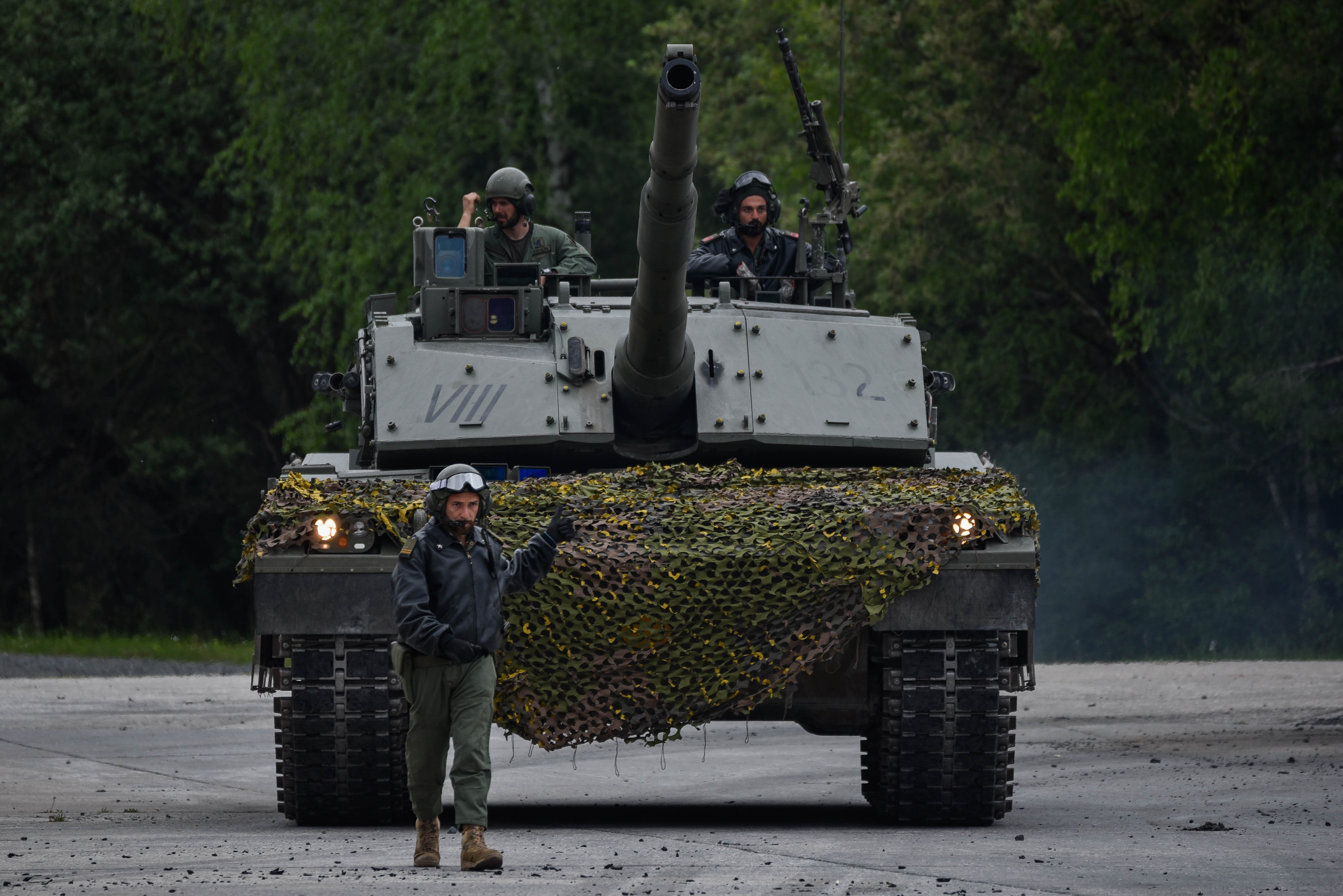
Az olaszok Ariete harckocsija

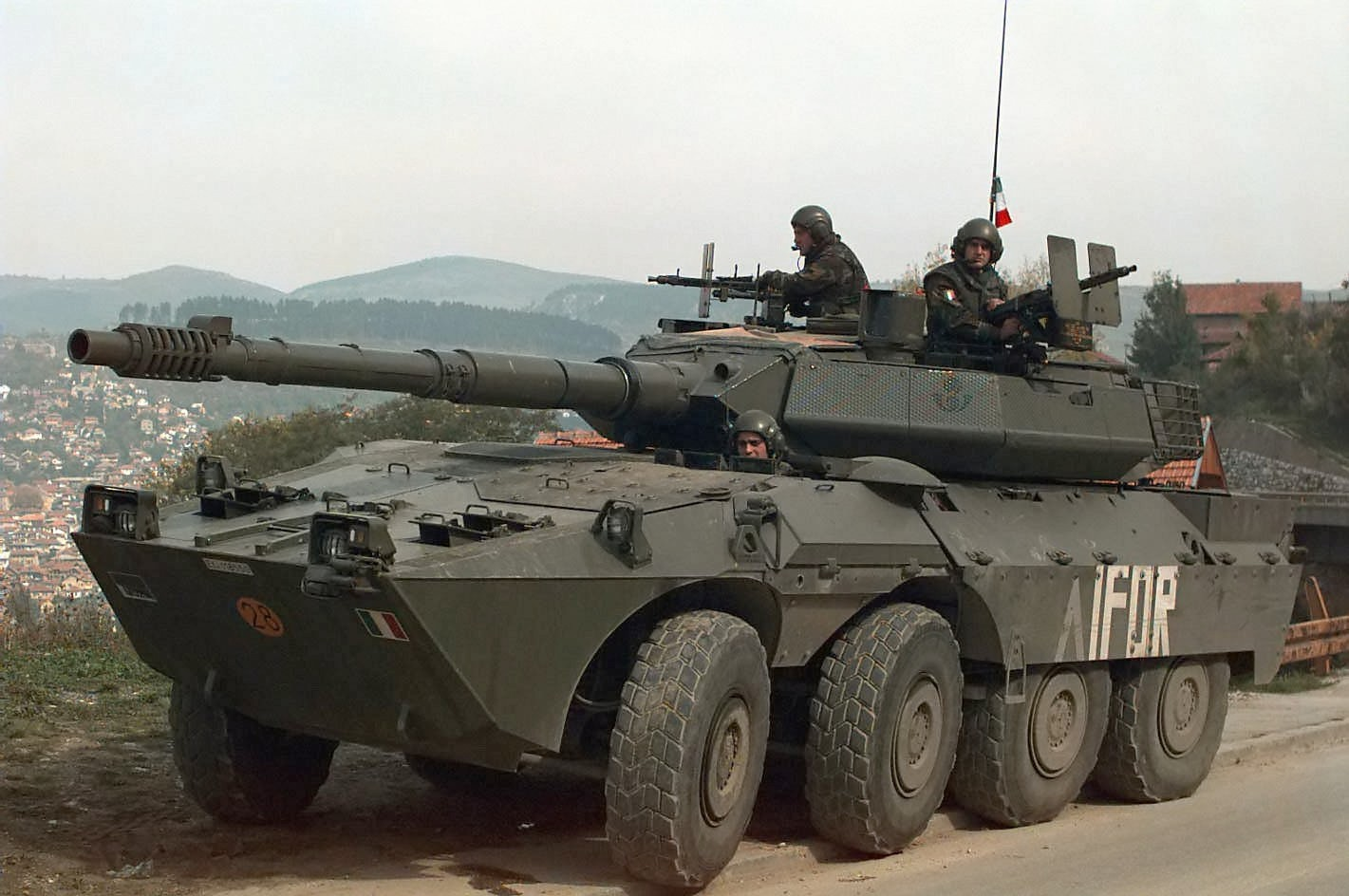
Olasz katonák és egy Centauro

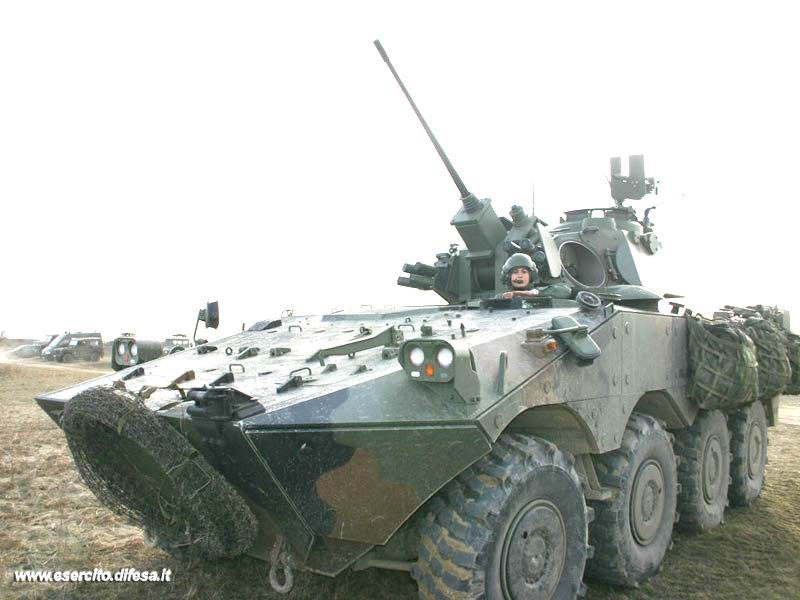
A Centauro VBC

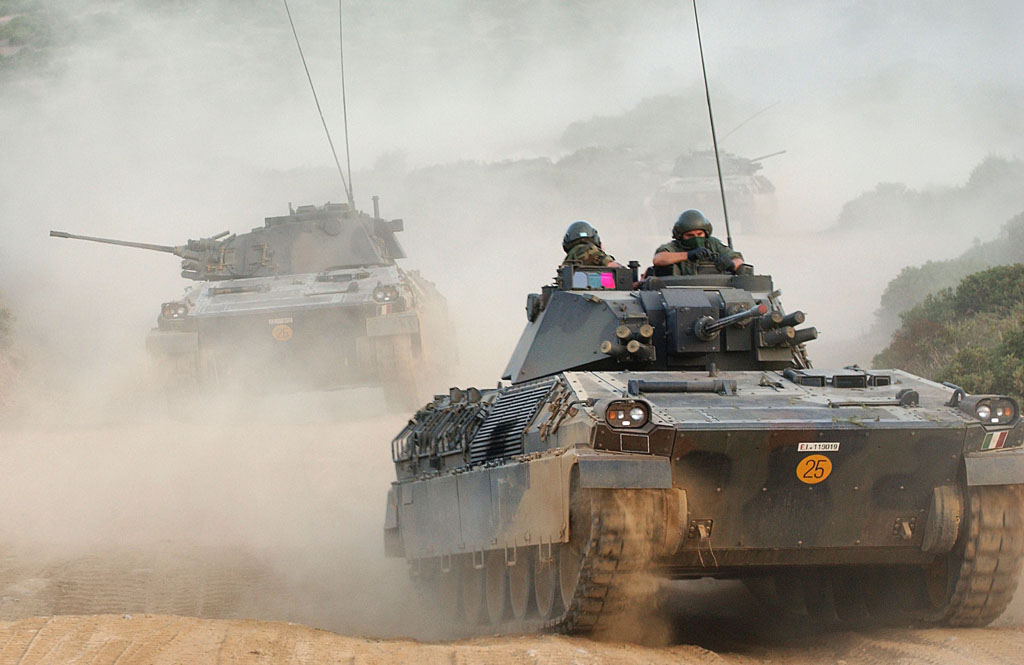
Az olasz Dardók

Az olasz légierő felségjelzése

Olaszország hadereje három haderőnemből áll: szárazföldi haderő, légierő, haditengerészet.

## A fegyveres erők összlétszáma
- Aktív szolgálatban van: 216 800 fő (ebből 70 200 fő sorozott)
- Szolgálati idő a sorozottaknál: 10 hónap
- Tartalékos állományú: 65 200 fő

## Szárazföldi erők
Létszám: 128 000 fő
Állomány
- 1 hadosztály (1 páncélos, 1 gépesített, 1 páncélos felderítő, 1 légvédelmi, 1 légi mozgékonyságú dandárral és 1 műszaki ezreddel)
- 1 hadosztály (5 gépesített dandárral, valamint 1 műszaki és 1 repülőezreddel)
- hegyi erők (3 hegyi dandárral, 1 műszaki és 1 repülőezreddel és 1 alpini zászlóaljjal)
- 1 műszaki dandár
- 1 repülőhadosztály (3 ezred és 1 zászlóalj)

Felszerelés
- 1040 db harckocsi: 
  - 440 db Leopard 1,
  - 400 db Centauro,
  - 200 db Ariete
    - 235 db harckocsi raktáron
- 200 db Dardo páncélozott gyalogsági harcjármű
- 920 db páncélozott harcjármű
- 1354 db tüzérségi löveg

Helikopterek:
- 45 db támadó
- kb. 180 db más feladatú

## Légierő
Létszám: 50 800 fő
Állomány
- 8 közvetlen támogató század
- 5 vadászszázad
- 2 haditengerészeti felderítőszázad
- 1 elektronikai felderítőszázad
- 3 szállító század

Felszerelés
- 332 db harci repülőgép:
  - 96 db Eurofighter Typhoon
  - 100 db Panavia Tornado,
  - 136 db AMX

- helikopter: 23 db HH–3F, 27 db AB.212, 48 db NH–500

## Haditengerészet
Létszám
- 38 000 fő

Hadihajók
- 6 db tengeralattjáró

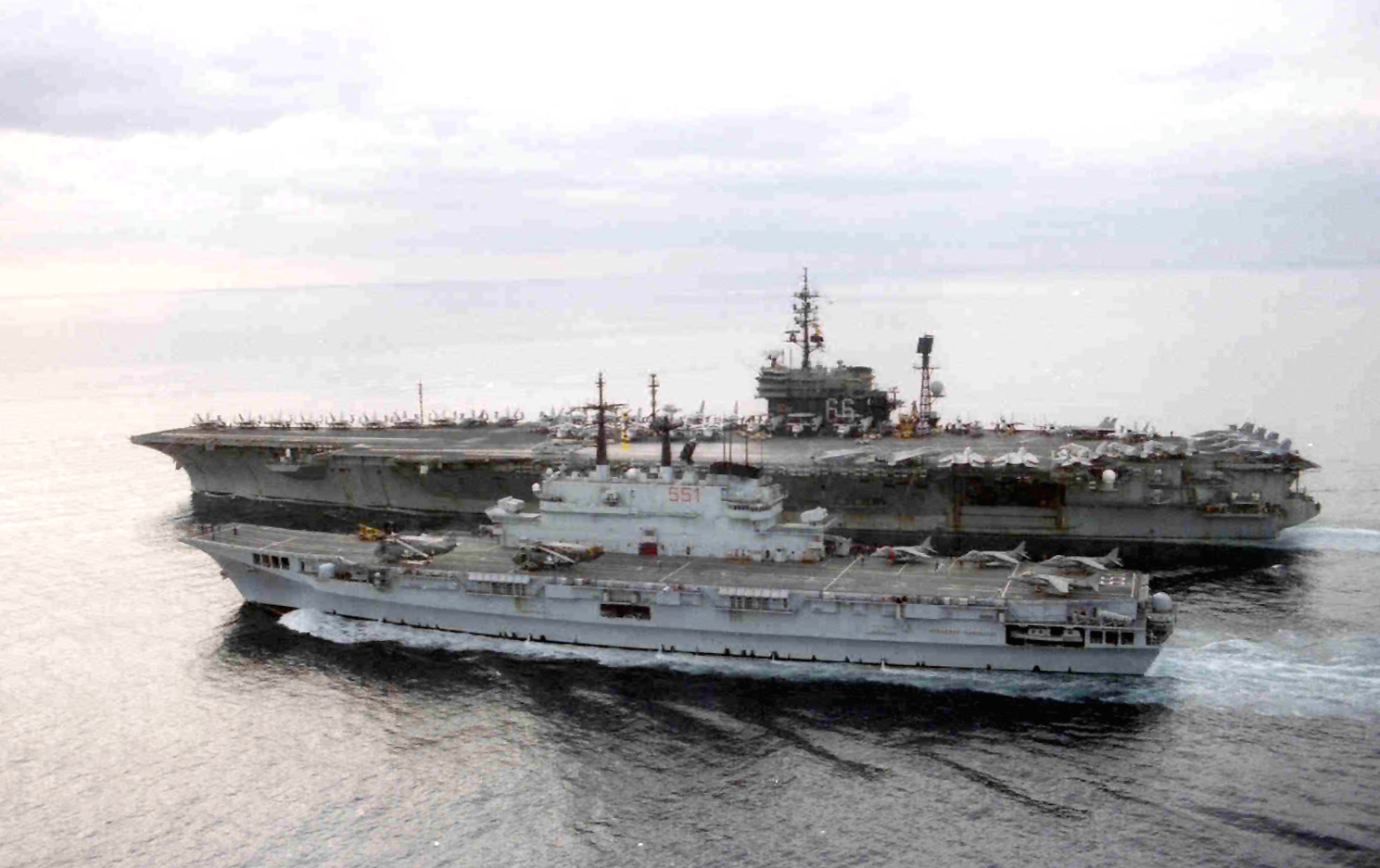
Az amerikai America repülőgéphordozó és az olasz Giuseppe Garibaldi (551) repülőgéphordozó az Adriai-tenger partján Horvátországban 1996. január 19-én

- 2 db repülőgép-hordozó (Giuseppe Garibaldi; 6 db repülőgép és 4 db helikopterrel, Cavour)
- 1 db cirkáló (Vittorio Veneto)
- 4 db romboló
- 14 db fregatt
- 16 db járőrhajó
- 13 db aknarakó- és szedő hajó
- 3 db deszanthajó
- 28 db vegyes feladatú hajó

Haditengerészeti légierő
- 18 db harci repülőgép
- 79 db helikopter

## Olasz csapatok Libanonban
Az olasz kormány 2006. augusztus 28-án, hétfőn egyhangúlag jóváhagyta olasz csapatok küldését (ENSZ felhívásra, UNIFIL kötelékbe) Libanonba. Az olasz kormány végül 2500 békefenntartó katona Közel-Keletre való vezényléséről döntött. Az első itáliai csapatok már augusztus 29-én, kedden indultak az arab országba. 5 olasz hadihajó, köztük a San Giorgio korvett, és a Garibaldi repülőgép-hordozó hagyta el Taranto kikötőjét, mintegy 1100 katonával a fedélzetén. Az olasz csapatok, francia csapatokkal karöltve (2000 fő) a libanoni ENSZ-erők, UNIFIL kötelékébe fognak tartozni. Az olasz kormány közel 187 millió eurót hagyott jóvá a küldetés költségeinek fedezetére, és további 30 millió eurós segélycsomagot szavazott meg Libanonnak.

## Olasz katonai hírszerzés
- Agenzia Informazioni e Sicurezza Interna   (Belső Információs és Biztonsági Ügynökség)